# ハイ・コントラスト
ハイ・コントラスト（High Contrast）ことリンコルン・バレット（Lincoln Barrett、1979年9月18日 - ）は、イギリス・ウェールズ出身のドラムンベースDJ、音楽プロデューサー。

## 歴史
リンコルン・バレットはウェールズの首都カーディフの南西数kmにあるベール・オブ・グラモーガン州区の海沿いの町ペナースに生まれた。音楽よりも映画や映画のサウンドトラックに興味を持って育ち、時計じかけのオレンジのサウンドトラックやブレードランナーのサウンドトラックから影響を受けたことを公言している。ニューポートで映画製作を学んでいる時にJ・マジックの「アラビアン・ナイツ」を耳にし、17歳だったバレットはドラムンベースというジャンルの音楽にはまっていき、カーディフのレコードショップで音楽制作に入れ込んだ。音楽制作を始めてすぐにカーディフの「サイレント・ランニング」というドラムンベース専門のクラブのDJを任され、グルーブライダーやロンドン・エレクトリシティなどをプレイした。
2002年、ホスピタル・レコードから「トゥルー・カラーズ」を発売してデビューし、リターン・オブ・フォーエバー」と「グローバル・ラブ」がイギリスのシングルチャートに登場するなど称賛をもって迎えられた。2003年にはBBCラジオのエッセンシャル・ミックスという番組で取り上げられ、ホスピタル・レコードのアーティストの曲を中心にDJを披露した。2004年に発売した2作目の「ハイ・ソサエティ」は同年のドラムンベースのアルバムの中で最も成功した部類に入る。2007年にもエッセンシャル・ミックスに出演し、そのプレイが司会者によってエッセンシャル・ミックス・オブ・ザ・イヤーに選ばれた。
彼は引く手あまたのDJでもあり、ミッシー・エリオットのWe Run Thisやザ・ストリーツのIt's Too Lateやホワイト・ストライプスのBlue Orchidなど多くのリミックスの依頼を受けている。2008年にリミックスしたアデルのHometown Gloryは同年に最も売れたドラムンベースのシングルになった。
バレットはベジタリアンであり酒・煙草・ドラッグとは無縁である。ロンドンを拠点としてDJ活動をしている。「ウェン・ザ・ライツ・ゴー・ダウン」や「エンジェルズ・アンド・フライ・リミックス」や「デイズ・ゴー・バイ」ではリキッド・ファンクからやや切れ味鋭い音楽性に転換し、シンセサイザーが多用されている。

### スタイル
バレットの製作する音楽は単純な分類の仕方ではドラムンベースに分類されるが、DJのファビオなどはバレットの音楽をリキッド・ファンクに分類し、ジャングルに分類されることもある。バレット本人はリキッド・ファンクとも取れるドラムンベースのアーティストであるとしている。彼の音楽はハウス・ミュージックなどに由来する男女のボーカル、エレクトリック・ピアノ、バイオリン、低周波のフィルターを通したサンプリングなどの様々なテーマや要素を含んでいる。多くの曲は壮大で賛美的なコード進行であり、今日のドラムンベースの流行とは対照的なシンプルなベースラインをもっている。

## ディスコグラフィー

### アルバム
- 2002 – トゥルー・カラーズ (True Colours)
- 2004 – ハイ・ソサエティ (High Society)
- 2007 – タフ・ガイズ・ドント・ダンス (Tough Guys Don't Dance)
- 2008 – ウォッチ・ザ・ライド (Watch the Ride)
- 2009 – コンフィデンシャル (Confidential)
- 2012 - ザ・アゴニー・アンド・ザ・エクスタシー (The Agony and The Ecstasy)

### コンピレーション
- 2005 – ファブリック・ライブ.25 (FabricLive.25)
- 2009 – ホスピタリティ・プレゼンツ・ディス・イズ・ドラムンベース (Hospitality Presents This is Drum + Bass)[2]

### シングル
- 2001 – メイク・イット・トゥナイト/マーメイド・スカル (Make it Tonight / Mermaid Scar)
- 2002 – リターン・オブ・フォーエバー(Return of Forever)
- 2002 – グローバル・ラブ(Global Love)
- 2003 – ベースメント・トラック(Basement Track)
- 2004 – トワイライツ・ラスト・グリーミング(Twilight's Last Gleaming)
- 2004 – エンジェルズ・アンド・フライ(Angels and Fly)
- 2004 – レーシング・グリーン(Racing Green)
- 2005 – ウェン・ザ・ライツ・ゴー・ダウン/マジック(When the Lights Go Down / Magic)
- 2005 – デイズ・ゴー・バイ/ワット・ウィ・ドゥ(Days Go By / What We Do)
- 2007 - エブリシングズ・ディファレント/グリーン・スクリーン(Everything's Different / Green Screen)
- 2007 – イフ・ウィ・エバー/ピンク・フラミンゴス(If We Ever / Pink Flamingos)
- 2007 – イン・ザ・ガッダ・ダ・ビダ/フォーエバ－・アンド・ア・デイ(In A Gadda Da Vida / Forever And A Day)
- 2011 - ザ・ファースト・ノート・イズ・サイレント(The First Note Is Silent)

### リミックス
- "Kaleidoscope" by ティエスト
- "Wall" by エンター・シカリ
- "Baggy Bottom Boys" by ジョーカーズ・オブ・ザ・シーン
- "Ready for the Weekend" by カルビン・ハリス
- "In For The Kill (Skream's Let's Get Ravey Mix)" by ラ・ルー
- "Most Precious Love" by ブレイズ featuring バーバラ・タッカー
- "Hometown Glory" by アデル
- "Pjanoo" by エリック・プライズ
- "Reload It" by カノ
- "Time to Pretend" by MGMT
- "Something Good '08" by ユタ・セインツ
- "Papua New Guinea" by フューチャー・サウンド・オブ・ロンドン
- "I Found U" by アックスウェル
- "Weak Become Heroes|It's Too Late" by ザ・ストリーツ
- "Talk" by コールドプレイ
- "Gold Digger" by カニエ・ウェスト
- "Flashing Lights" by カニエ・ウェスト
- "We Run This" by ミッシー・エリオット
- "My Dreams" by ロンドン・エレクトリシティ featuring ロバート・オーウェンズ
- "Headlock" by イモージェン・ヒープ
- "Barcelona" by D.Kay & イプシロン
- "My Doorbell" by ホワイト・ストライプス
- "Hey U" by ベースメント・ジャックス
- "Thugged Out Bitch" by ディリンジャ
- "Girls & Boys (Aquasky song)" by アクアスカイ and エル・オルネル
- "Renegade Snares" by オムニ・トリオ
- "Back For More" by インフラックス・デイタム
- "Karma (Comes Back Around)" by アダム・F & グル
- "No More" by ロニ・サイズ & ダイナマイトMC
- "No Soul" by ILS
- "Spaced Invader" by ハティラス
- "This Feeling" by ブルー・ソニックス
- "Born Free" by M.I.A.
- "Blue Orchid" by ホワイト・ストライプス
- "Wall" by エンター・シカリ